# Зубова, Вера Андреевна
Ве́ра Андре́евна Зу́бова (1803 — 28 декабря 1853) — русская артистка балета.

## Биография
Воспитывалась в Петербургской театральной школе. К сцене была приготовлена знаменитым Шарлем Дидло, дебютировала в 1821 г. и вскоре стала первой танцовщицей Санкт-Петербургского балета. Выступала вместе с Телешевой. Была одной из первых знаменитых балерин со славянской фамилией.